# Rád vagyok kattanva
A Rád vagyok kattanva (eredeti cím: Down to You) 2000-ben bemutatott amerikai romantikus filmvígjáték, melyet Kris Isacsson írt és rendezett. A főbb szerepekben Freddie Prinze Jr. és Julia Stiles látható.

## Szereplők
| Színész            | Szerep               | Magyar hang    |
| ------------------ | -------------------- | -------------- |
| Freddie Prinze Jr. | Alfred "Al" Connelly | Czvetkó Sándor |
| Julia Stiles       | Imogen               | Mezei Kitty    |
| Selma Blair        | Cyrus                |                |
| Shawn Hatosy       | Eddie Hicks          | Rajkai Zoltán  |
| Zak Orth           | Monk Jablonski       |                |
| Ashton Kutcher     | Jim Morrison         |                |
| Rosario Dawson     | Lana                 |                |
| Lucie Arnaz        | Judy Connelly        |                |
| Henry Winkler      | Ray Connelly         |                |

## Filmzene
| 1. Formosa – I Must Have Done Something Right 2. David Bowie – Young Americans 3. Cibo Matto – Moonchild 4. Deee-Lite – Groove Is in the Heart 5. PJ Olsson – Ready For A Fall 6. Big Lazy – Junction City 7. The Drowners – Is There Something On Your Mind 8. Whitesnake – Here I Go Again 9. Asia – Heat Of The Moment 10. Toni Basil – Mickey 11. Yo La Tengo – My Little Corner Of The World 12. When I Fall in Love 13. Al Green – Let's Stay Together 14. Settie – I Know A Girl 15. Belle Perez – Hello World 16. Daily Dairy 17. The Folk Implosion – Free To Go 18. Marcy Playground – Bye-Bye 19. Andrew Dorfman – New Deli 20. Marching Through Georgia 21. The Goo Goo Dolls – Black Balloon | 1. Deanna Kirk – Stay 2. Miranda Lee Richards – Vagabond Angel 3. Inner Circle – Bad Boys 4. Koto Magic 5. Ginger Mackenzie – The Garden of You and I 6. Ramon Fernandez – Corazon Salvaje 7. Colleen Fitzpatrick (Vitamin C) – Smile 8. Craig Wedren – The Devil Made Me Sing to You 9. Arcenius Bryant – Girl Stop 10. Luscious Jackson – Nervous Breakthrough 11. Everything But The Girl – Lullaby Of Clubland 12. Arcenius Bryant és John Schnall – Don't Go There 13. Gus Gus – Lady Shave 14. Craig Wedren és James Harry – Didn't Mean To Do You Harm 15. Velvet Crush – Shine On Me 16. Psychic Rain – Spun Out 17. James Darren – You're Nobody 'Til Somebody Loves You 18. Sam Phillips – I Need Love 19. Billie Myers – It All Comes Down To You 20. Barry White – Can't Get Enough Of Your Love Babe |

## Díjak, jelölések
| Év   | Díj                | Kategória               | Jelölt                          | Eredmény |
| ---- | ------------------ | ----------------------- | ------------------------------- | -------- |
| 2000 | Teen Choice Awards | Film – Színész          | Freddie Prinze Jr.              | Elnyerte |
| 2000 | Teen Choice Awards | Film – Színésznő        | Julia Stiles                    | Jelölve  |
| 2000 | Teen Choice Awards | Film – Choice Chemistry | Julia Stiles Freddie Prinze Jr. | Jelölve  |
| 2000 | Teen Choice Awards | Film – Choice Comedy    |                                 | Jelölve  |